# Noble Funds Towarzystwo Funduszy Inwestycyjnych
Noble Funds TFI SA – towarzystwo funduszy inwestycyjnych, które powstało w 2006 w ramach grupy Noble Bank, od 2010 w grupie Getin Noble Bank.

## Powstanie i zakres działalności
Noble Funds TFI uzyskało zgodę na działalność na mocy decyzji Komisji Nadzoru Finansowego w dniu 16 października 2006 r.
Specjalizuje się w tworzeniu oraz zarządzaniu otwartymi i zamkniętymi funduszami inwestycyjnym, świadczy usługi asset management, polegające na profesjonalnym zarządzaniu indywidualnym portfelem papierów wartościowych oraz doradztwa inwestycyjnego.
W 2023, w związku z ogłoszeniem upadłości Getin Noble Banku, syndyk masy upadłości tego banku rozpoczął proces poszukiwania inwestorów zainteresowanych nabyciem akcji Noble Funds TFI.
Na koniec 2023 Noble Funds TFI zarządzało aktywami o wartości 2,74 mld zł, co plasowało tę firmę w gronie średniej wielkości towarzystw działających na polskim rynku. Przychody Noble Funds TFI w 2023 wyniosły 57,6 mln zł, a zatrudnienie – 50 osób.